# Таш-Алчин
Таш-Алчи́н (крим. Taş Alçın) — маловодна балка (річка) в Україні, у Керченському районі Автономної Республіки Крим на Керченському півострові.

## Опис
Довжина річки 10 км, площа басейну водозбору 36,0  км², найкоротша відстань між витоком і гирлом — 8,50  км, коефіцієнт звивистості річки — 1,78 . Формується багатьма безіменними струмками та загатами.

## Розташування
Бере початок на північно-східній стороні від села Вулканівка (до 1948 — Джав-Тьобе, крим. Cav Töbe) . Тече переважно на південний схід через колишнє село Краснопілля (до 1948 року Таш-Алчи́н;, крим. Taş Alçın) і у північно-західній частині впадає у пересихаюче солоне озеро Узунларське.